# Pedro Andrés (Albacete)
Pedro Andrés es una localidad y pedanía española perteneciente al municipio de Nerpio, en la provincia de Albacete, dentro de la comunidad autónoma de Castilla-La Mancha.

## Situación
Se encuentra a 9 kilómetros al oeste de la cabecera municipal, Nerpio, en el extremo sur de la provincia, limitando con las provincias de Jaén, Granada y Murcia.
Ha tenido 3 alcaldes pedáneos en su historia:
Aniceto (1939-1979),
María Amador (1979-2015),
María Isabel (2015-actualidad)

## Evolución demográfica
| 2000 | 2001 | 2002 | 2003 | 2004 | 2005 | 2006 | 2007 | 2008 | 2009 | 2010 | 2011 | 2015 | 2016 | 2020 |
| 340  | 327  | 312  | 311  | 304  | 300  | 305  | 298  | 292  | 288  | 291  | 280  | 258  | 242  | 225  |

- Datos: Q6068122